# Rio do Penegral
O Rio do Penegral é uma ribeira de Portugal que nasce na freguesia de Alcobertas (concelho de Rio Maior) perto da localidade de Fonte Longa e que passa pela localidade de Estanganhola.
Perto de Arruda dos Pisões ela junta-se à Ribeira das Póvoas para formar a Ribeira dos Pisões, afluente da Ribeira das Alcobertas.